# Mitra brinkae
Mitra brinkae is een slakkensoort uit de familie van de Mitridae. De wetenschappelijke naam van de soort is voor het eerst geldig gepubliceerd in 1996 door Salisbury & Kilburn.